# Krater Rochechouart
Krater Rochechouart (także: Rochechouart-Chassenon) – krater uderzeniowy w Masywie Centralnym we Francji, o średnicy 23 kilometrów. Powstał w wyniku uderzenia meteorytu 201 ± 2 milionów lat temu, w późnym triasie (wcześniejsze datowanie wskazywało wiek 214 ± 8 milionów lat, w tej samej epoce). Jego nazwa pochodzi od miejscowości Rochechouart, znajdującej się wewnątrz krateru.

## Hipoteza wielu uderzeń

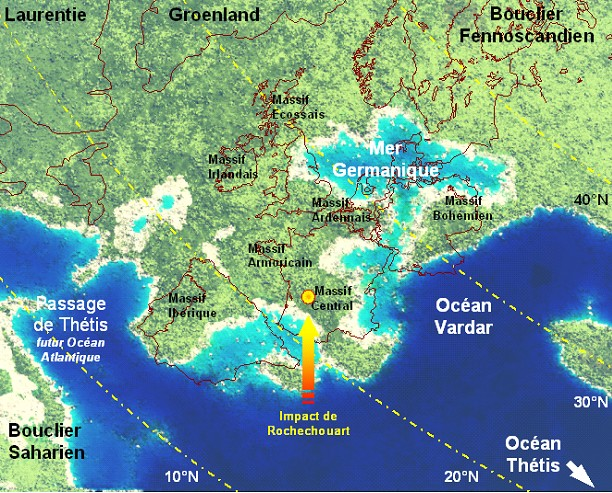
Układ lądów w czasie impaktu. Miejsce uderzenia oznaczono strzałką; linie ciągłe wskazują współczesne granice.

Krater Rochechouart powstał w podobnym czasie, co kilka innych dużych kraterów uderzeniowych na Ziemi: Manicouagan o średnicy 100 km i krater Saint Martin o średnicy 40 km, oba w Kanadzie, krater Obołoń o średnicy 20 km na Ukrainie i krater Red Wing o średnicy 9 km w Stanach Zjednoczonych. Krater Rochechouart i oba kratery w Kanadzie leżały w tym czasie na tej samej szerokości geograficznej, 22°8' N, zatem mogły powstać w jednej serii uderzeń. Dwa pozostałe kratery leżą wraz z kraterami Rochechouart i Saint Martin na kołach wielkich o tej samej deklinacji. Powstała hipoteza, że wszystkie te kratery utworzył upadek łańcuszkowy, uderzenie w Ziemię fragmentów rozbitego ciała niebieskiego (komety lub planetoidy), w ciągu kilku godzin.

## Związek z wielkim wymieraniem
Na przełomie triasu i jury, ok. 199,6 miliona lat temu miało miejsce jedno z największych masowych wymierań w historii Ziemi. Wyznaczony wiek krateru Rochechouart i pozostałych, ok. 214 milionów lat temu, sugeruje że ta seria uderzeń nie miała bezpośredniego związku z tym wymieraniem. Jednak najnowsze datowanie izotopowe skał, które uległy metamorfizmowi w wyniku impaktu wskazuje, że krater Rochechouart jest w rzeczywistości młodszy o kilkanaście milionów lat i powstał 201 ± 2 milionów lat temu. Ten wiek pokrywa się (w granicy błędu) z czasem masowego wymierania.